# Jean Paré
Jean Paré (24 marzo 1913 – ...) è stato un cestista svizzero.

## Carriera
Con la Svizzera ha partecipato alle Olimpiadi del 1936 e alle Olimpiadi del 1948, disputando 8 partite in totale.